# Menjagrà de Temminck
El menjagrà de Temminck (Sporophila falcirostris) és una espècie d'ocell passeriforme de la família dels tràupids (Thraupidae).
Habita en pasturatges, matolls i de vegades prop de rius i llacunes. A Amèrica del Sud l'hi troba als països de l'Argentina, Brasil i Paraguai.